# Dorothea Dunckel
Maria Dorothea Dunckel, född Altén 13 mars 1799 i Stockholm, död 30 november 1878, var en svensk poet, översättare och dramatiker. 
Hon var dotter till sekreteraren Martin Altén och Kristina Dorotea Landwertz. Hon författade sitt första drama 1808 och hjälpte sedan fadern med översättningar. År 1813 utgav hon översättningen av komedin Receptet och 1817 författade hon pjäsen Förlofningen. År 1821 gifte hon sig med prästen David Wilhelm Dunckel. Äktenskapet slutade i skilsmässa cirka 1840.

## Verk
- Johan Huss, sanningens martyr: historiskt-religiöst skaldestycke i tre sånger (Ecksteinska tryckeriet, 1822)
- Förstlingar (1824)
- Agathokles, sorgespel i fem handlingar (efter fru Car. Pichlers roman af samma namn) (Samuel Norberg, 1828)
- Dramatiska och lyriska försök (1828-1832)
- Marie, en liten gåfva i bref till mina unga landsmaninnor (1830)
- Wilhelms brefvexling med sina vänner (1835)
- Pensions-vännerna, berättelse (1842)
- Två systrar i Östergötland (1844)
- Gammalt och nytt ur min portfölj (1865)

## Översättningar
- Receptet: komedi i två akter (fri öfversättning af Maria D. Altén) (A. Gadelius, 1813)
- Jean Nicolas Bouilly: Råd till min dotter, i exempel utur den verkliga verlden (tryckt hos A. Gadelius, 1815-1816)
- Friedrich Strauss: Minnen utur en ung religions-lärares lefnad (tryckt hos Fr. B. Nestius, 1821)
- Friedrich von Schiller: Valda skaldestycken (W. Fabian Holmgrens förlag, 1822)
- Theodor Körner: Zriny: sorgespel i fem akter (Norstedt, 1830)
- Christoph von Schmid: Josaphat: konungason af Indien: en historia ur den kristna fortiden (Hjerta, 1863)